# 이인
이인(李仁, 1896년 10월 26일 ~ 1979년 4월 5일)은 한국의 독립운동가이며 법률가, 정치인이다. 자(字)는 자옥(子玉), 호(號)는 애산(愛山). 일본 유학 후, 1923년 변호사시험에 합격, 변호사를 개업하고 이후 일제강점기 당시 김병로, 허헌과 함께 독립운동가 및 애국자, 사회저명인사들을 상대로 무료변호를 하여 등과 함께 3대 민족 인권 변호사로서 명망을 날렸다. 일제 강점기 말기에는 창씨개명을 거절하였고, 해방 후 우익 정치인으로 활동하다가 이승만의 단독정부 수립론에 가담하였다. 1948년 5월 제헌국회의원 선거에 출마하여 당선되었고, 정부수립 이후 국회의원과 법무부장관을 역임하였다. 1949년 7월에 반민특위 위원장에 임명되어 반민특위를 와해, 해체시켰다.
제1공화국 붕괴 이후에는 군사정권에 맞서 야당 정치인으로 활동하였으며, 야당 원로로서 범 야당통합을 주장하였으나 받아들여지지 않았다. 1954년 제3대 민의원에 당선되고 1960년 참의원(參議員)에 당선되었다. 1962년 유엔인권옹호한국연맹 이사에 임명되었고, 1972년 민족통일촉진회장 ·국토통일원 고문 등을 역임했다. 자(字)는 자옥(子玉), 아호는 애산(愛山)이며 본관은 경주(慶州)이다. 대구광역시 중구 출신.

## 생애

### 생애 초기

#### 출생과 가계
이인은 1896년 10월 26일 경상북도 대구부 중구 사일동(射一洞)에서 아버지 이종영(李宗榮)과 어머니 연일 정씨 정복희(鄭福姬)의 아들로 출생하였다. 할아버지 이관준은 영남의 명망가이자 성리학자였고, 삼촌 이시영은 독립운동가로 순국하였다. 아버지 이종영은 대한제국 당시 애국 계몽운동단체인 대한자강회(大韓自彊會)와 대한협회의 회원으로 활동하던 계몽운동가였다.

#### 학창 시절
대구 달동의숙(達東義塾)에 입학하여 신학문을 배웠고, 경북실업보습학교(慶北實業補習學校)로 진학하였다. 1912년 경북실업보습학교를 졸업했다. 1912년 일본에 건너가서 세이소쿠 중학교(正則中學校)를 다니다가 1914년 졸업하였다. 그해 일본대학(日本大學) 전문부 법과 야간부에 입학했고, 1916년에는 수료후 메이지대학(明治大學) 전문부 법과에 편입했다. 메이지대학 법학부를 졸업한 후에는 대학원과정인 일본대학 고등전공과(高等專攻科)에 진학, 공부하였다.

### 변호사 활동 및 항일 변호 활동

#### 항일 변호 활동

조선변호사협회 회장 취임, 앞줄 왼쪽에서 5번째 이인

1917년 귀국했다가 1919년 다시 일본으로 건너가 1922년 일본변호사시험에 합격했다. 1923년 5월 경성부에서 변호사·변리사 개업을 하여 7월 첫 변론으로 의열단 사건 피고인들의 변호를 맡았다. 이후 계속 민족운동사건의 변론을 맡아 6·10 만세 운동·고려혁명당 사건·의열단 사건·원산총파업·통의부사건·정의부사건·신간회민중대회사건·수양동우회 사건 등과 각종 소작쟁의, 필화(筆禍)·설화(舌禍) 사건과 친일파나 일본관리의 암살사건 등의 변론을 맡았고, 자청하여 안창호(安昌浩)의 변호를 맡기도 했다. 그가 맡은 변호만도 약 1천 5백여건에 달한다.
이후 장택상 등과 고학생의 상조(相助)기관인 갈돕회를 조직했다. 1925년에는 갈돕회의 총재를 맡고 여자고학생상조회를 조직하는데 도움을 주어 고학생을 돕는 한편, 조선어연구회의 조선어사전편찬회 발기위원이 되어 사전편찬사업을 적극 지원했다. 1927년 신간회의 창립과 더불어 중앙위원으로 선출되었으며, 이후 신간회의 해소론이 제기되자 비타협적 민족주의자들만의 민족단체를 조직할 것을 주장했다. 1930년 수원고등농림학교 학생들의 흥농사(興農社) 사건을 변호하다 법정에서 일본의 학정(虐政)을 비난하여 법정불온변론 혐의로 6개월 동안 변호사 자격정지 및 정직처분을 받았다. 같은 해 조선물산장려회 회장이 되었다. 1931년에는 조선변호사협회 회장이 되었고, 1935년에는 이우식(李祐植)·김양수(金良洙) 등과 함께 조선어사전 편찬을 위한 비밀후원회를 조직하여 재정지원을 했다.
독립운동가들의 변호를 하면서도 그는 국선변호인이 아님에도 변호비용을 받지 않아 독립지사와 민중들의 감격을 받기도 했다.

#### 태평양 전쟁 이후
이후 언론탄압반대연설회 등으로 여러 차례 유치장신세를 지기도 하였다. 조선어학회를 비밀리에 지원한다는 혐의로 곽상훈 등과 함께 요시찰 인물이 되었고, 1936년 이후 일제의 신사참배를 거부하여 소환하기도 했으며, 조선총독부는 그의 변호사 면허를 취소시키려는 음모를 꾸몄으나 깨끗한 처신으로 흠을 잡을 수 없었다.
1939년 12월 18일 정동의 이화여전 강당에서 80여 명의 관계자들이 모인 가운데 후원회 창립총회가 개최되었다. 여기에서 12개조의 후원회 장정을 통과시키고 25명의 위원을 선출했다. 이인도 이화여전 후원회 위원의 한사람으로 선출되었다.
1941년 창씨개명 강요가 들어왔으나 거절하였다. 1942년 11월 조선어학회 사건에 연루되어 구속되어 이듬해 1월 징역 2년에 집행유예 4년을 선고받고 수감되었다가 뒤에 풀려났다.

### 정치 활동

#### 광복 직후
1945년 광복이후 백관수, 김병로등과 함께 건국준비위원회 부위원장이던 안재홍과 협상을 적극적으로 벌으나, 건준위원장 여운형이 안재홍과 이인의 협상결과를 허락하지 않았다. 이후 1945년 9월 한국민주당이 창당되자 창당에 참여, 당무부장이 되었다가 10월 미군의 한반도 주둔 이후 미군정 특별범죄심사위원회 수석대법관(首席大法官) 겸 심사위원장이 되었다. 군정청 특별범죄심사회 수석대법관이 되면서 그는 한민당을 탈당하였다.
1946년 군정청 검찰청 검찰총장이 되어 정판사 위조지폐 사건 등의 수사를 지휘하는 등 좌파 세력의 근절에 노력했으며 우익 정치인으로 활동하였다. 1947년 이후 단독정부 수립론을 지지하였다.

#### 정부수립 참여
1948년 8월 초대 법무부장관이 되었으며, 같은 해 법전편찬위원회 부위원장을 역임했다. 그는 법무부장관 재임 중 국가보안법, 국적법 등을 제정하는데 기여했다. 이어 반민특위법이 제정되었을때, 이인은 다음과 같이 반민법에 반대를 표명했다.
* 새로운 출발의 시기에 또다른 민족분열을 조장할 우려가 있다.
- 지역적으로 남한사람들에게만 적용되는것은 법의 평등원칙에 어긋난다.
- 민족반역자 색출에 있어 악질적인 괴수에 그 처벌을 국한시키는 것이 필요하다는 이유로 새로운 절충안을 작성하였다.

1949년 3월 서울 종로구의 국회의원인 장면이 주미대사 임명 관계로 국회의원직을 사퇴하자 그는 보궐선거에 출마하였다. 3월의 보궐선거에서 당선되어 제헌국회의원이 되었고, 6월에 법무부장관직을 사임하였다. 이후  김상덕이 반민족행위특별조사위원회 위원장을 사임하자 7월 7일에 반민특위 위원장이 되었다. 이인은 반민특위 특경대를 해산시키고 신변보호를 담당하던 경찰마저도 모두 철수시켜 '더이상 반민족 행위자의 체포가 없을 것'임을 분명히 하였다. 나아가 이인은 반민특위 해체를 주요내용으로하는 반민법 개정안을 제출하였고, 개정안은 통과되어 반민특위는 해체되었다.
1949년 9월 22일, 이인은 국회에서 반민특위를 해체하려는 이유를 설명했다. 이인 의원은 반민특위의 낮은 효율성과 기대에 못 미친 성과, 그리고 운영에 드는 2억 원의 막대한 비용을 반민특위 해체의 주요 근거로 들었다. 또한, 반민특위의 남은 사건들은 대검찰청에 이관하고 대법원에서 심리하는 것이 더 효율적이라는 의견을 밝혔다.
1949년 12월 국회에서 법제사법위원회 위원장에 선임되었다. 이인은 위원장으로서 행형법, 소년법, 한국은행법 등을 국회 본회의에서 제안설명했다. 1950년 4월 4일, 일제강점기 말기 전쟁 수행을 명목으로 가옥 1만여 호가 강제 철거된 소개지(疎開地)의 실태를 조사하고, 원소유자에게 보상하는 내용의 자신이 발의한 '소개지 처리에 관한 건의안'을 국회에서 설명했다.
1950년 6월 25일 한국 전쟁이 발발하자 피신하여 납북 위기를 모면하였다.
1954년 3대 민의원의원으로 당선되었고, 1957년에는 이범석(李範奭) 등과 함께 범야세력 통합운동을 벌였다. 1960년 4·19 혁명이 일어나자 재야정치인들과 함께 이승만(李承晩)의 하야와 체포된 학생들의 석방을 촉구하는 대정부 건의안을 발표했으며, 같은 해 참의원의원으로 당선되었다.

#### 야당 정치인
1963년 민정당(民政黨) 창당에 참여하고 최고위원이 되었으나 범국민단일야당운동 추진에 실패하자 정계에서 은퇴했다. 1965년 이인은 안재홍 사망 소식을 접하고, 서울 정의여고 강당에서 그의 장례식을 집행, 주관하였다. 당시 안재홍은 자진월북자라는 오해와 편견으로 금기시되었고, 꺼려했다. 그러나 이인은 이범석 등과 함께 안재홍의 시신없는 장례식을 진행하였다. 군사정권은 그의 의도가 불순함을 의심하여 내사하였으나 혐의점을 찾지는 못하였다. 1972년 민족통일촉진회를 결성했으며 국토통일원 고문에 선임되었다. 1974년에는 통일원 고문에 재선임되었다.
건국대학교·명지대학교에서 명예법학박사학위를 받았다. 1963년 건국훈장 국민장, 1969년 무궁화 국민훈장이 수여되었다.

### 사후
유언에 따라 재산은 한글학회에 기증되었고 장례는 사회장으로 치러졌다. 장지는 경기도 화성군 남양면 북양리 산51번지에 안장되었고 2011년 대전현충원(독립지사 제4묘역)으로 이장하였다. 저서로는 〈법률과 경제〉·〈법률과 여성〉·〈애산여적 愛山餘滴〉·〈반세기의 증언〉 등이 있다.

## 약력
- 일본 메이지 대학교 법학부졸업
- 1922년 일본변호사 시험에 합격하고 변호사개업
- 2년간 경성법학원(京城法學院) 강사
- 조선변호사협회 회장
- 조선과학협회회장, 물산장려회장, 발명협회 회장, 과학보급회 회장, 어학회 간부
- 수원농림학교 학생사건으로 법정에서 불온한 변론을 해서 6개월의 정직처분 받음
- 조선어학회 사건에 관련되어 만 3년간 미결(未決)을 거쳐 2년형에 집행유예 3년으로 출옥
- 해방 후 한국민주당 총무 겸 당무부장
- 1945년 12월 1일 임시정부 봉영식에 참석하였다. 서울그라운드에서 윤보선의 사회로 임시정부 봉영식이 시작되었다. 이어 오세창의 개회사, 이인의 봉영문 낭독, 권동진의 만세삼창으로 이어졌다. 봉영문은 권동진, 김성수, 이인을 통해 김구에게 전달되었다.[6]
- 1947년 군정청 대법원장
- 대법관 겸 특별범죄수사위원장
- 이승만(李承晩)의 단정수립론에 참여
- 1948년 검찰청 총장
- 제헌 국회 의원 당시 법제사법위원회 위원장(1949년 12월 21일 ~ 1950년 5월 30일)
- 법무부 장관
- 1949년 8월 16일 김상덕, 곽상훈, 송필만 등과 반민족행위특별조사위원회를 설치하고 반민특위조사위원이 되었다.
- 반민특별조사위원회 위원장, 그러나 반민특위 강제해산으로 실패하였다.
- 국회법사위원장
- 1963년 8월 1일 서울 시민회관에서 국민의 당 창당발기인대회를 가졌을 때 참석하였다.[7] 이날 대회는 민정당 대표위원 김병로, 신정당 위원장 허정, 민우당 고문 이범석을 당 공동대표로, 김도연, 이응준, 이인, 안호상, 전진한을 당 지도위원에 선출했다.[7]
- 1965년 일송 김동삼기념사업회 회장
- 1965년 안재홍 사망 소식을 접하고, 서울 정의여고 강당에서 그의 장례식을 집행, 주관하였다.
- 1967년 제헌동지회회장
- 고등고시 출제위원회 위원
- 제4대 민의원의원 선거에 출마하였으나 낙선
- 제5대 참의원의원(임기 3년)
- 1972년 1월 고 상허 유석창 장례위원회 위원장

## 상훈
- 1963년 건국공로훈장(現 건국훈장) 독립장 수상[8]
- 1969년 국민훈장 무궁화장

## 학력
- 경상북도 대구 경북고등실업학교 수료
- 일본 도쿄 세이소쿠 중학교 졸업
- 일본 메이지 대학교 법학과 법학사 졸업
- 일본 니혼 대학교 대학원 법학과 법학석사 졸업

### 명예 박사 학위
- 건국대학교 명예 법학박사
- 명지대학교 명예 법학박사

## 저서
- 「법률과 경제」
- 「애산여적(愛山餘滴)」
- 「반세기의 증언」

## 가족 관계
- 할아버지 : 이관준(李寬俊, 호는 만당, 성리학자)
  - 아버지 : 이종영(李宗榮)
  - 어머니 : 연일 정씨 정복희(鄭福姬)
    - 동생 : 이철 (李哲)

  - 숙부 : 이시영(李始榮, 본명은 중현(仲賢), 호는 우재(又齋))

- 부인 : 고경희(高慶熙)
  - 장남 : 이옥(李鈺)
    - 손자 : 이홍
    - 손자 : 이준
    - 손녀 : 이귀령

  - 차남 : 이춘
    - 손녀 : 이미현
    - 손자 : 이만

  - 삼남 : 이영(李英)
    - 손자 : 이관(李灌)
      - 증손자 : 이권(李權)

    - 손자 : 이담(李淡)
      - 증손녀 : 이채연
      - 증손녀 : 이시연

    - 손자 : 이찬(李澯)

  - 사남 : 이정
    - 손녀 : 이애령
    - 손자 : 이황
    - 손녀: 이선령

  - 오남 : 이강
    - 손녀 : 이주령
    - 손자 : 이원
    - 손녀 : 이희령

  - 육남 : 이균
    - 손녀 : 이순령
    - 손자 : 이단

## 기타
약간의 소아마비 증세를 앓고 있었으나 생활이나 대화하는 것에는 지장이 없었다. 그는 자신의 소아마비를 조금도 부끄럽게 여기지 않았다 한다. 1896년 같은 해에 태어난 김두종, 윤일선, 이병도, 이인, 이희승 등은 만년에 동갑 모임을 만들어 돈독한 우정을 나누곤 했다. 태어난 해가 병신(丙申)년이어서 모임명칭은 '병신회'로 하였다. '병신회'의 회장 선출을 놓고 설왕설래하던 중 애산 이인이 “병신회 회장이야 당연히 내가 맡아야지”라고 해서 만장일치로 애산을 회장으로 옹립했다고 한다.

## 이인을 연기한 배우들
- 강계식 - 《제1공화국》(1981년, MBC)
- 탁원제 - 《새벽》(1985년, KBS)

## 같이 보기
| - 신간회 - 한국민주당 - 대한국민당 - 민정당 - 제1공화국 - 법무부 - 반민특위 - 이승만 - 김병로 - 허헌 - 허정 - 안재홍 - 노진설 - 정인보 | - 조선어학회 - 조선어학회 사건 - 주시경 - 이희승 - 정태진 - 리극로 - 곽상훈 - 이중화 - 김양수 - 김도연 - 김법린 - 장현식 - 헌법기초위원회 - 장택상 | - 감찰위원회 - 권승렬 - 김용무 - 김성수 - 김규식 - 이범석 - 이시영(1882~1919) - 이시영(1868~1953) - 함태영 - 황윤석 - 윤치영 - 장면 |

## 관련 서적
- 대구광역시, 《대구의 문화인물 2》 (대구광역시, 2006)
- 강준만, 《한국현대사산책:1950년대편 1》 (인물과사상사, 2006)
- 한국국회인물사편찬회, 《역대국회의원총람》 (조세공론사, 1983)

## 역대 선거 결과
|  | 30.5% |

|  | 0% |

|  | 35.75% |

|  | 11.07% |

## 참고 자료
- 《대한민국 의정총람》, 국회의원총람발간위원회, 1994년
- 이인 - 대한민국헌정회
- 이인 : 독립운동가 공훈록 - 국기보훈처
- 국사편찬위원회
- 언론재단 《동아일보》(1979.4.6.) 7면